# Гобза
Гобза — река в Смоленской области России в Духовщинском и Демидовском районах. Правый приток Каспли.
Длина 95 км. Высота устья — 153 м над уровнем моря. Высота истока — 260 м над уровнем моря. Площадь водосборного бассейна — 713 км².
Исток восточнее деревни Вердино Духовщинского района. Направление течения: запад. Впадает в Касплю в городе Демидов.
Притоки: правые: Чернейка; левые: Дряжна, Песочня, Мыза, Передельня. Русло извилистое, имеет много озёр и водохранилищ общей площадью 2,3 км.
Название реки произошло от древнерусского гобзь — богатый, обильный.